# 埃克塞爾西奧 (明尼蘇達州)
埃克塞爾西奧（英語：Excelsior）是一個位於美國明尼蘇達州亨內平縣的城市。

## 人口
根據2020年美國人口普查的數據，埃克塞爾西奧的面積為2.27平方千米，當中陸地面積為1.63平方千米，而水域面積為0.64平方千米。當地共有人口2355人，而人口密度為每平方千米1,037人。